# Sky Crime
Sky Crime é um canal de televisão pago britânico de propriedade e operado pela Sky, uma divisão da Comcast. O canal foi lançado em 1 de outubro de 2019,  substituindo o Real Lives. O Sky Crime transmite dramas policiais da Oxygen, HBO, Jupiter Entertainment e Woodcut Media.